# Philometra rischta
Philometra rischta is een rondwormensoort uit de familie van de Philometridae. De wetenschappelijke naam van de soort is voor het eerst geldig gepubliceerd in 1917 door Skrjabin.